# Gabriel-François Venel

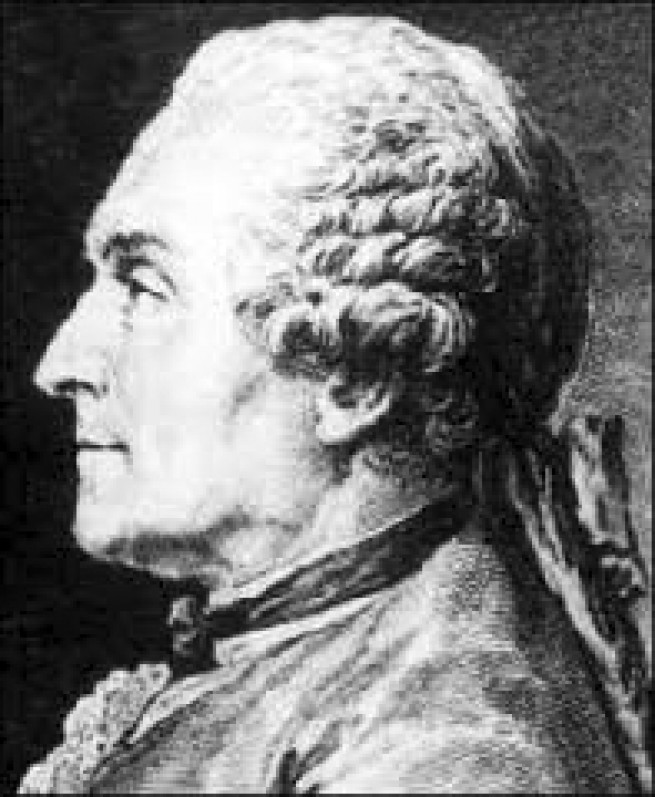
Gabriel François Venel (1773)

Gabriel-François Venel (* 23. August 1723 in Tourbes (Hérault); † 29. Oktober 1775 in Pezenas) war ein französischer Arzt, Apotheker, Chemiker und Enzyklopädist.

## Leben und Wirken
Sein Vater war Étienne Venel (* 1695), Premier consul de Pézenas und seine Mutter war die Jeanne Icher.
Sein Bruder war Joseph André Venel († 1791), ebenfalls Premier consul de Pézenas und auch Mediziner, Docteur en médecine de Montpellier.
Im Jahre 1742 erhielt er in Montpellier seinen medizinischen Abschluss, im Anschluss daran nahm er das Studium der Chemie in Paris auf. Venel war dort ein Schüler des Chemikers Guillaume-François Rouelle am Jardin du Roi. Ab dem Jahre 1757 war er zum Professor für Materia medica (Pharmazie) und Chemie an seiner alten Universität Montpellier berufen worden, ein Amt, das er bis zu seinem Tod im Jahre 1775 behielt. Eine Dissertation mit dem Thema Hygienes prospectum et prolegomena sistens dissertatiuncula  wurde 1762 vorgelegt.
Im Jahre 1768 wurde er Mitglied der Société Royale des Sciences von Montpellier, Société royale des sciences de Montpellier.
Auch war er Generalinspekteur für die Mineralwasserbeurteilung, Inspecteur général des Eaux minérales. Zusammen mit dem französischen Chemiker und Pharmazeuten Pierre Bayen  (1725–1798) analysierten beide viele Mineralwässer aus Frankreich. Im Jahre 1750 verwendete Venel einen Farbindikator, den er aus Veilchensaft extrahierte und der bei der Analyse der Mineralwässer half. Dieser Veilchenfarbstoff färbte sich im sauren pH-Bereich rot.
Er arbeitete an der Encyclopédie von Denis Diderot und Jean Baptiste le Rond d’Alembert  mit, für die er 673 Artikel schrieb, die meisten wurden im dritten Band über die Themen Chemie, Pharmazie, Physiologie und Medizin vereint.
Einer seiner berühmtesten Artikel war der über die Menstruation einem Tabuthema für diese Zeit. Er nutzte die Gelegenheit, um mit einigen populären falschen Vorstellungen und Vorurteilen aufzuräumen.
Nach Venel finden im Magen chemische Vorgänge statt. Verdauung wird als ein echter chemischer Prozess gedeutet oder eher als ein Prozess oder eine Reihe von chemischen Operationen (Enc. , V, 1001b, „Verdauung“).
Er schrieb einen Aufsatz, in welchem er biologische, botanische Strukturen mit mineralischen verglich, Végétation métallique, und 1752 einen Aufsatz über die chemische Analyse von Pflanzen, welcher im zweiten Band der Enzyklopädie abgedruckt wurde.

## Werke (Auswahl)
- Dissertatio De humorum crassitudine ubi de incidentibus et attenuantibus, cum theoria et curatione obstructionum in genere. Cujus ... tueri conabitur ... Gabriel-Franciscus Venel ... Praeside ... D. D. Antonio Magnol ... / Monspelii : apud Augustinum Rochard, Regis & Universitatis Typographum unicum , 1741
- Examen chimique d’une eau minérale nouvellement découverte à Passy dans la maison de Monsieur et Madame de Calsabigi. Paris, 1755
- Examen chimique d’une eau minérale nouvellement découverte à Passy dans la maison de Monsieur & de Madame de Calsabigi ; exécuté en conséquence de l’ordonnance de M. le Premier Médecin. du 23 avril 1755, qui commet à cet effet les Srs. Venel & Bayen, préposés par le Roi à l’analyse des eaux minérales du royaume. Paris, 1755
- Analyses chimiques des nouvelles eaux minérales, vitrioliques, ferrugineuses, decouvertes a Passy dans la maison de madame de Calsabigi. Avec les proprietés medicinales de ces mêmes eaux, fondées sur les observations des médecins & chirurgiens des plus célébres, dont on rapporte les certificats authentiques. Paris Veuve de Gabriel-François Quillau M. DCC. LVII, (1757)
- Quaestiones chemicae duodecim : ab illustrissimis viris, regis consiliariis, medicis, et professoribus meritissimis ... propositae ... pro regia cathedra vacante in Universitate Medicinae Monspeliensi. per obitum R.D. Caroli Serane / quas ... propugnabit ... Gabriel-Franciscus Venel ... / Monspelii : Apud Augustinum-Franciscum Rochard, 1759
- Gabriel-Francisci Venel De medicamentis compositis prælectiones quæ alterum præbuere ex multiplicibus tentaminibus.  Monspelii, apud viduam Joannis Martel. M.DCC.LXI, 1761
- Instructions sur l’usage de la houille, plus connue sous le nom impropre de charbon de terre, pour faire du feu ; sur la manière de l’adapter à toute sorte de feux ; et sur les avantages, tant publics que privés, qui résulteront de cet usage. Publ. par ordre des Etats de la province de Languedoc. Avignon : Regnault, 1775
- Analyse des végétaux. Recueil des savants étrangers. Vol. II 1752
- Instructions sur l’usage de la houille, plus connue sous le nom impropre de charbon de terre. 1775
- Encyclopédie méthodique de chimie 1796